# Đuro Zrakić
Đuro Zrakić (Zasavica, Bos. Šamac, 1945.) je hrvatski književnik, bogoslov i svećenik. 

## Životopis
Đuro Zrakić rođen je 1945. u Zasavici kod Bosanskog Šamca. Biskupijsku klasičnu gimnaziju završio je u Dubrovniku, a studij teologije u Đakovu. Na Petrovo 29. lipnja 1970. zaređen je za svećenika. Bio je kapelan u Morančanima, Oštroj Luci (1974. – 1975.), te od studenoga 1975. do veljače 1978. u Garevcu. Te godine odlazu u biskupiju Rottenburg-Stuttgart (Njemačka). 15. travnja 1978. imenovan je kapelanom u Unterkochenu (Aalen), a potom kapelanom, te župnikom u župi Sv. Nikole u Waldhausenu/kod Aalena (biskupija Rottenburg-Stuttgart). 1. rujna 1988. imenovan je župnikom župe Sv. Pija u Ayingu (München). Od 1994. do 2006. godine radio je u Zagrebu za katoličke medije Crkve u Hrvata. Godine 2006. vraća se u münchensku biskupiju. Od 1. rujna 2006. do 31. kolovoza 2010. bio je župnik u župi Sv. Cecilije u Germenringenu (München), kada odlazi u mirovinu. Danas živi u Zagrebu.
Đuro Zrakić se cijelo vrijeme svoga studija i svećeničkog djelovanja bavio i literarnim radom. Godine 1971. objavljen mu je roman Svi me vole samo tata ne, koji je na hrvatskom jeziku doživio više od 30 izdanja, a preveden je i na nekoliko stranih jezika. Njegov drugi roman Ljubav sudski podijeljena tiskan je 1995. godine i izdan više od 20 puta. Zbirku kratkih crtica Tragovi (ne)ljubavi izdao je 2004. godine, a doživjela je više od 10 izdanja. Prevođen na engleski, njemački, mađarski, slovački, slovenski i albanski jezik.

## Djela
- Svi me vole, samo tata ne (roman, 1971.),
- Ljubav sudski podijeljena (roman, 1995.),
- Tragovi (ne)ljubavi (kratke priče, 2004.).
- Živi među mrtvima (2015.)[1][2]